# Santomenna
Santomenna är en ort och kommun i provinsen Salerno i regionen Kampanien i Italien. Kommunen hade 441 invånare (2017).